# Miloš Doležal

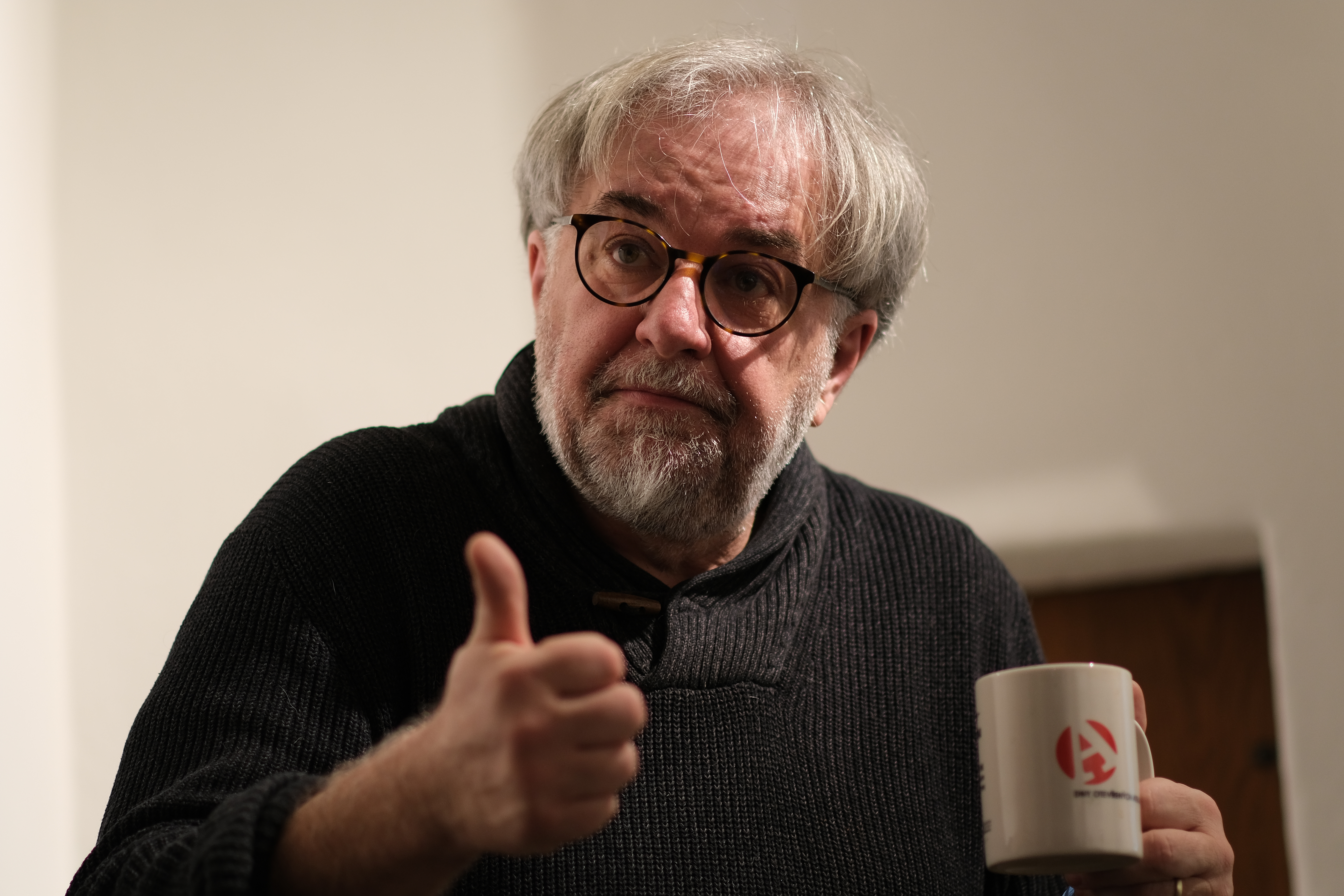
Přednáška Miloše Doležala o Josefu Toufarovi v Muzeu Vysočiny Havlíčkův Brod - https://www.muzeumhb.cz/

Miloš Doležal (* 1. července 1970 Háj u Ledče nad Sázavou) je český básník, spisovatel a publicista.

## Životopis
Vystudoval obor nakladatelství na Fakultě sociálních věd Univerzity Karlovy (1988–1992). Je bývalým redaktorem Perspektiv (1991–1993), s nimiž často spolupracuje. Pracoval jako asistent dramaturga Karla Krause v Divadle za branou II, hlídač azylového domu a plakátovač. Mezi lety 1998 a 2018 pracoval jako literární redaktor a dramaturg Českého rozhlasu Praha. Je autorem a spoluautorem řady rozhlasových pořadů a dokumentů zabývajících se druhou světovou válkou a komunistickým terorem v Československu, uměleckých portrétů a literárních pořadů. Za rozhlasovou dokumentaristiku byl oceněn řadou cen.
Pravidelně spolupracuje s Revolver revue, Souvislostmi, Perspektivami, měsíčníkem Reportér. Básně a fejetony publikuje v polských literárních revuích (Topos, Almanach prowincjonalny, Goczs niedzielni, Tygodnik Powsechni aj.). 
Jako scenárista spolupracuje s Českou televizí (podílel se na cyklech Heydrich-konečné řešení, Neznámí hrdinové, Rudí prezidenti, Generálové a dokumentech Mrtvolu sprovoďte ze světa a Jako bychom dnes zemřít měli).
Jeho knihy, básně a povídky byly přeloženy do francouzštiny, italštiny, polštiny, němčiny, angličtiny, řečtiny a chorvatštiny.
Je autorem a kurátorem výstav o zločinech komunistického režimu. Jeho biografie Jako bychom dnes zemřít měli, pojednávající o životě a smrti faráře Josefa Toufara, jehož životnímu příběhu se dlouhodobě věnuje, získala v anketě Lidových novin v roce 2012 ocenění Kniha roku. Kniha také vyšla v italském nakladatelství Itaca v roce 2015 a v polském IPN v roce 2018. Druhý díl se jmenuje Krok do tmavé noci (NPS, 2016) a edičně připravil publikaci Vrátíme se do otcovské náruče – Tři kázání P. Josefa Toufara (2015) a 25. února byla sobota… (2017). Inicioval exhumaci knězových ostatků z hromadného hrobu a pohřeb v jeho domově na Vysočině.
Vydal básnické sbírky Podivice (Arca Jimfa, 1995; druhé, rozšířené vydání Atlantis, 1997), soubor básní Kamení (Martin Dyrink, 1996), básnické sbírky Obec (Atlantis, 1996; polsky v nakladatelství Czarne, 2004; výbor v řeckém sborníku Bilieto, 2002), Les (Atlantis, 1998), Čas dýmu (Atlantis, 2003; francouzsky v nakladatelství Fissile, 2013), básnický deník z italských cest Sansepolcro (Arbor vitae, 2004), Ezechiel v kopřivách (Atlantis, 2014), Maso se stává slovem (Dobrý důvod, 2021) a Jana Bude brzy sbírat lipový květ (2022). Dále knihu fejetonů České feferony (Atlantis, 2000). Básnický oddíl Z přelomů vydal pod stejnojmenným názvem ve své bibliofilské edici Luboš Drtina (2022). Dále vyšel výbor z básnické tvorby Trnem rejnoka (Dauphin, 2023) a reedice sbírky Obec (Petrkov, 2023).
Připravil vzpomínkové knihy vězně komunistický kriminálů Antonína Bradny Zaradoval jsem se (Karmelitánské nakladatelství, 2002), válečného veterána Jiřího Loudy Svým dějinám neutečeme (Radioservis, 2010) a vězně komunistický kriminálů a kanadského vědce Josefa Svobody Tři inkarnace (Radioservis, 2011). Připravil knihy rozhovorů s vězni nacistických a komunistických kriminálů Cesty Božím (ne)časem (Karmelitánské nakladatelství, 2003), Prosil jsem a přiletěla moucha (Karmelitánské nakladatelství, 2004), Proti zlému krompáč a lopata (Karmelitánské nakladatelství, 2006) a Chtěl jsem být blanickým rytířem (CDK, 2010). Vydal knihy čár, rad, zaříkání a zkazek z Vysočiny Režná bába (Thyrsus, 2007, vyhlášena jako Nejkrásnější kniha roku 2007), Bodla stínu do hrudního koše (Thyrsus, 2009), Černé svině křen (Luboš Drtina, 2012) a Můro moři (Luboš Drtina, 2016).
Edičně připravil svazky Jan Franz – Eseje, kritiky, korespondence (Triáda, 2006), Směji se a sténám – korespondence V. Holana a S. Zedníčka (Pulchra, 2012) a Z.M. Kuděj – Neklidný zadek mě pálí (NPS, 2017, vyhlášena jako Kniha Vysočiny na Podzimním knižním veletrhu v Havlíčkově Brodě v roce 2018). Je kurátorem výstav v humpolecké 8smičce a editor katalogů Vrchovina, krabatina, mrchovina – solitéři Vysočiny (nakladatelství 8smička) a Bohuslav Reynek - Jdu prachu samotou s průhledy do zahrad (nakladatelství 8smička). Obě byly vyhlášeny Nejkrásnějšími knihami roku v kategorii výtvarný katalog.
V posledních letech vydal bedekr po Vysočině Když není motorka, lépe chodit pěšky (2019), knižní soubory dokumentárních povídek z protektorátu Čurda z hlíny (Host, 2019) a Do posledních sil (Host, 2020), jejich pokračování 1945: Léto běsů (Host, 2022) ; knihu pro děti Pepito (ne)plivej! (NPS, 2019), soubor židovských příběhů Tady nikdo není, jen já (Revolver revue, 2023) a knížku o židovské hospodské Heleně Šmolkové Tam, v zatáčce, potkáš útulnou hospodu (NPS, 2023).  Jako editor připravil knihu Musíme všichni někam na poušť – korespondenci Bohuslav Reynka a Jana Franze (NPS, 2021). 
Úmrtí první manželky Jany v roce 2021, se kterou má tři děti, reflektoval v básnické sbírce Jana bude brzy sbírat lipový květ.. Sbírka získala v Magnesia Litera nejvyšší ocenění - kniha roku 2022. Roku 2023 mu byla udělena Cena PEN Klubu – Vlastní cestou. 

## Dílo
- Chtěl jsem být blanickým rytířem: rozhovory s účastníky protinacistického a protikomunistického odboje. Brno: Centrum pro studium demokracie a kultury, 2010. 262 s. ISBN 978-80-7325-237-3.
- Jako bychom dnes zemřít měli. Drama života, kněžství a mučednické smrti číhošťského faráře P. Josefa Toufara. Pelhřimov: Nová tiskárna, ©2012. 446 s. ISBN 978-80-7415-066-1. Kniha roku Lidových novin 2012.
- Krok do tmavé noci: příběhy faráře Josefa Toufara, jeho vrahů a číhošťského zázraku. Praha: Nezávislý podmelechovský spolek, 2015. 669 s. ISBN 978-80-260-9125-7. (Autor v roce 2016 za knihu získal Cenu čtenářů Krajské knihovny Vysočiny a posluchačů Českého rozhlasu Region.[5])
- Vrátíme se do otcovské náruče. Praha: Nezávislý podmelechovský spolek, 2015. 77 s. ISBN 978-80-260-8304-7. (Tři kázání českého kněze P. Josefa Toufara z let 1949–1950, životopis, příběh exhumace ostatků, údaje o číhošťském hrobě, modlitba k jeho beatifikaci, texty historika a kněze Tomáše Petráčka a architekta Norberta Schmidta, neznámé archivní fotografie. Vydáno u příležitosti slavnostního uložení ostatků P. Josefa Toufara v Číhošti 12. července 2015.)
- Jedna věta. Praha: Revolver Revue, 2017. 44 s. Revolver Revue, sv. 102. ISBN 978-80-87037-85-0.
- Za. Praha: Torst, 2017. 438 s. ISBN 978-80-7215-533-0.
- Čurda z Hlíny: tři dokumentární povídky z protektorátu. Brno: Host, 2019. 222 s. ISBN 978-80-7577-803-1.
- 1945: Léto běsů. Brno: Host, 2022. 304 s. ISBN 978-80-275-1083-2.
- Tady nikdo není, jen já : židovské příběhy z Vysočiny a přilehlých krajů. Praha: Revolver Revue, 2023 . 311 stran ilustrace, portréty, faksimile. ISBN 978-80-7622-027-0

### Knihy rozhovorů
- Cesty božím (ne)časem. Kostelní Vydří: Karmelitánské nakl., 2003. 181 s. Rozhovory. ISBN 80-7192-820-8.
- Prosil jsem a přiletěla moucha. Kostelní Vydří: Karmelitánské nakl., 2004. 159 s. Rozhovory. ISBN 80-7192-906-9. (Autor hovoří s vlastenci plk. Petrem Urubou, Ferdinandem Höferem, genmjr. Rudolfem Krzákem, Mons. Josefem Veselým, P. Martinem Víchem, Vincencem Koutníkem, Alfonsem Bradatschem, Aloisem Denemarekem, Mons. Karlem Fořtem, Ludvíkem Stehlíkem a prof. Jaroslavem Kadlecem, kteří se přes životní zkoušky a totalitní nástrahy 20. století nepřestávají ptát po smyslu života a stvoření.)
- Proti zlému krompáč a lopata. Kostelní Vydří: Karmelitánské nakl., 2006. 195 s. Rozhovory. ISBN 80-7195-005-X. (Třetí pokračování rozhovorů s osobnostmi české společnosti, které přes totalitní nástrahy 20. století a životní zkoušky nepřestaly hledat smysl stvoření.)

### Básnické sbírky
- Miloš Doležal v kostele v Číhošti při výkladu o Josefu ToufaroviPodivice (1995)
- Obec (1996)
- Les (1998)

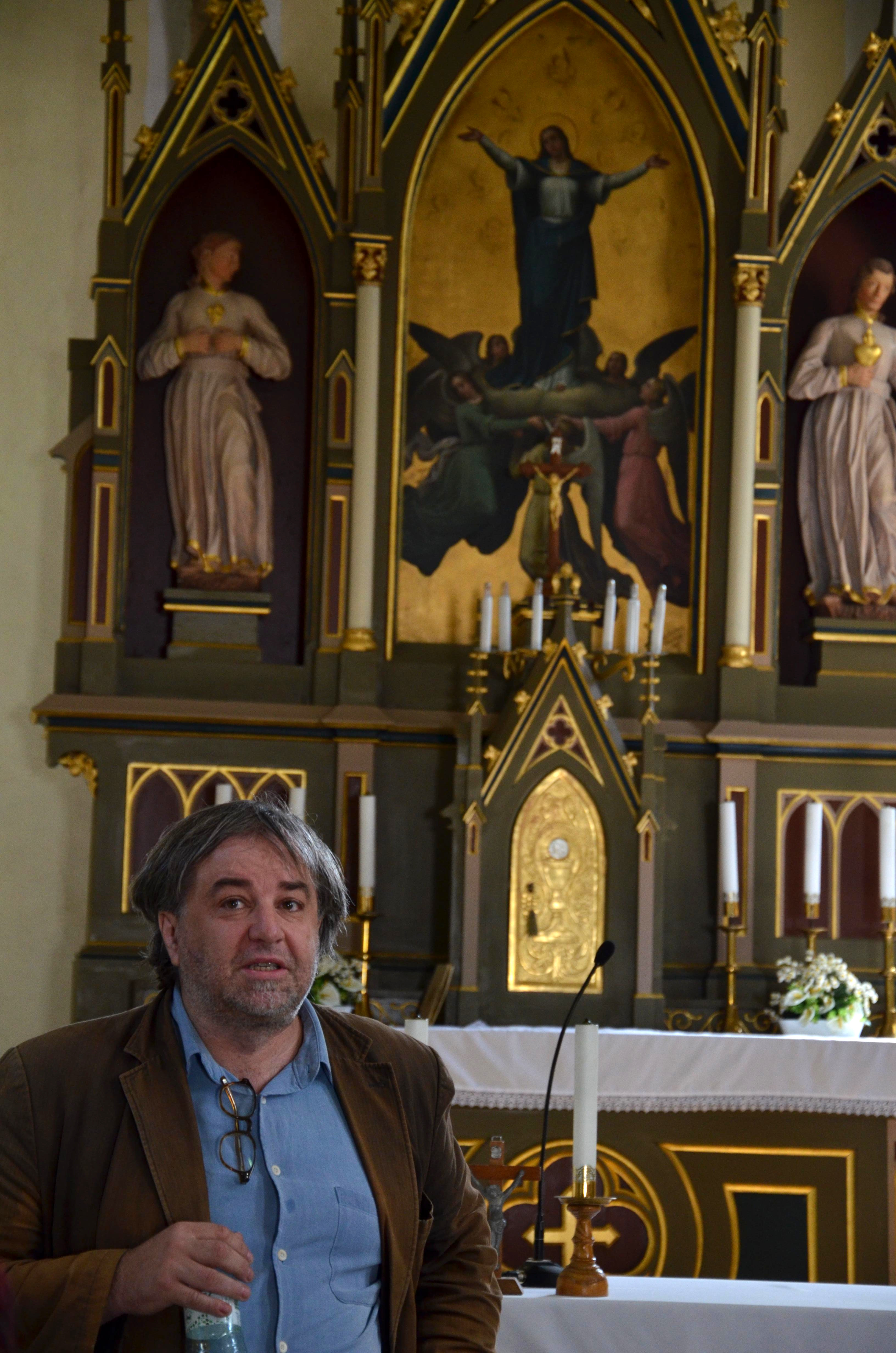
Miloš Doležal v kostele v Číhošti při výkladu o Josefu Toufarovi

- Sansepolcro (2004) s výtvarným doprovodem Jiřího Štourače
- Bodla stínu do hrudního koše: črty z krabatiny (2009), cyklus veršů a básní v próze
- Čas dýmu (2013)
- Ezechiel v kopřivách (2014)
- Maso se stává slovem: (jedenáct básní pro JT) (2021)
- Jana bude brzy sbírat lipový květ (2022)
- Trnem rejnoka: Výbor z poesie 1995 – 2022 (2023)

### Fejetony
- České feferony aneb Dojmy, chutě, potulky a uslyšení (2000)